# إصابة الأنسجة الرخوة
إصابة الأنسجة الرخوة هي تلف العضلات والأربطة والأوتار في جميع أنحاء الجسم.  تحدث إصابات الأنسجة الرخوة الشائعة عادة بسبب التواء أو الإجهاد أو ضربة واحدة تؤدي إلى كدمة أو إفراط في استخدام جزء معين من الجسم.  يمكن أن تؤدي إصابات الأنسجة الرخوة إلى الألم والتورم والكدمات وفقدان الوظيفة.

## العلامات والأعراض

### الالتواء
التواء هو نوع من الإصابات الحادة التي تنجم عن تمدد أو تمزق الرباط.  اعتمادًا على شدة التواء، يمكن تعريض الحركة على المفصل لأن الأربطة تساعد في استقرار ودعم المفاصل.  وينظر عادة إلى الالتواء في المناطق المعرضة للخطر مثل المعصمين والركبتين والكاحلين.  يمكن أن تحدث من حركات مثل السقوط على يد ممدودة أو التواء في الكاحل أو القدم.
يمكن تصنيف شدة التواء:

#### التواء درجة أولى
يتم تمزيق بعض الألياف في الرباط فقط، والموقع المصاب مؤلم ومتورم بشكل معتدل.  لن تتأثر الوظيفة في المفصل.

#### التواء درجة ثانية
العديد من ألياف الرباط ممزقة، والألم والتورم معتدلان.  يتم التأثير على وظيفة المفصل.

#### التواء درجة ثالثة
الأنسجة الرخوة ممزقة بالكامل، والوظائف والقوة على المفصل معرضة تمامًا.  في معظم الحالات، هناك حاجة إلى عملية جراحية لإصلاح الضرر.

### الشد
الشد هو نوع من الإصابات الحادة التي تحدث في العضلات أو الأوتار.  على غرار الالتواء، يمكن أن يختلف في شدته، من تمدد العضلات أو الوتر إلى تمزق كامل في الوتر من العضلات.  بعض الأماكن الأكثر شيوعًا التي تحدث فيها الشد تكون في القدم أو مؤخرة الساق (أوتار الركبة) أو الظهر.

### كدمات (كدمة)
الكدمة هي تغير لون الجلد الذي ينتج عن تحطيم ألياف العضلات الأساسية والأنسجة الضامة. ويمكن أن يحدث ذلك بعدة طرق مثل الضربة المباشرة على الجلد أو السقوط على سطح صلب.  يتغير لون الجلد عندما يبدأ الدم بالتجمع حول الإصابة.

### التهاب ألاوتار
التهاب الأوتار هو نوع من الإصابات المفرطة للأوتار، مما يدل على علامات التهاب الأوتار حول المفصل.  التهاب الأوتار هو السبب الأكثر شيوعا لآلام الكتف وكذلك آلام الساق.  يحدث التهاب الأوتار عندما يكون هناك إجهاد متكرر على الوتر، مما يتسبب في اتصال العظام بالأوتار وتهيجها.

## التشخيص
يتم تصنيف الإصابة إلى

### حاد
الكدمات هي نوع من إصابة الأنسجة الرخوة الحادة
أي نوع من الإصابات التي تحدث للجسم من خلال صدمة مفاجئة، مثل السقوط أو التواء أو ضربة للجسم.  بعض الأمثلة على هذا النوع من الإصابات تكون الالتواء والشد والكدمات.

### مزمنة
تحدث الاصابات المزمنة عند تكرار نشاط معين بشكل متكرر ولا يوجد لدى الجسم ما يكفي من الوقت للتعافي بين الحوادث.  من الأمثلة على ذلك التهاب الجراب والتهاب الأوتار.

## الأنسجة المصابة بشكل شائع

### الأربطة
الرباط الصليبي الأمامي (الركبة)، الرباط الجانبي الإنسي (الركبة)، الأربطة الجانبية الزندية (الرسغ / اليد)، الأربطة الداخلية (الفقرات).

### العضلات
العضلة ذات الرأسين العضدية (الذراع العلوي)، الفخذية المستقيمة (الفخذ)، البطن المستعرضة (البطن).

### الأوتار
وتر الرضفة (الركبة)، وتر العرقوب / وتر أخيل (القدم / أسفل الساق)، وتر العضلة ذات الرأسين (الكتف / الكوع).

### الأعصاب
الضفيرة العضدية (الكتف)، العصب الزندي (الكوع / اليد)، العصب الشظوي (الكاحل / القدم)، الأعصاب القحفية I-XII (الرأس).

### العظام
عظم الفخذ (الساق)، العضد (الذراع)، الضلوع (الجذع)، المشط IVI (القدم)، المشط IVI (اليد).

### الغضاريف
التهاب الغضروف المفصلي (الركبة)، وأقراص الفقرية (العمود الفقري)، (الورك)

## الإسعافات الاولية
الراحة: يقترح أن يأخذ المريض استراحة من النشاط الذي تسبب في الإصابة من أجل إعطاء وقت الإصابة للشفاء.
الثلج: يجب أن يكون الجرح مبردا على نحو متقطع خلال 20 دقيقة، مع تجنب الاتصال المباشر بالجليد  بالجلد.
الضغط: ضمادات الإصابة سوف تضغط عليه، ومنع حدوث المزيد من النزيف أو التورم.
الرفع : رفع الإصابة فوق القلب أثناء الراحة سيساعد في تقليل التورم.

## الممنوعات
لا ينبغي أن تستخدم هذه الطريقة في غضون 48-72 ساعة الأولى بعد الإصابة من أجل تسريع عملية الانتعاش.
الحرارة: يمكن أن يؤدي تطبيق الحرارة على المنطقة المصابة إلى زيادة تدفق الدم وتورمه.
الكحول: يمكن للكحول أن يمنع القدرة على الإحساس إذا أصبحت الإصابة أكثر خطورة، بالإضافة إلى زيادة تدفق الدم والتورم .
إصابة الظهر: تجنب أي أنشطة  قد يؤدي إلى تفاقم الإصابة وتسبب المزيد من الضرر.
التدليك: تدليك المنطقة المصابة يمكن أن يعزز تدفق الدم وتورم، وربما يسبب المزيد من الضرر إذا تم القيام به في وقت مبكر جدا.

## العلاج
إذا استمر الألم الشديد بعد الأربع والعشرين ساعة الأولى، فمن المستحسن أن يتشاور الفرد مع أخصائي يمكنه إجراء تشخيص وتنفيذ خطة علاجية حتى يتمكن المريض من العودة إلى الأنشطة اليومية.
 لإجراء تشخيص كامل، قد يستخدم الطبيب دراسات توصيل العصب لتوطين الخلل الوظيفي للأعصاب وتقييم شدته والمساعدة في التشخيص.
 يساعد التشخيص الكهربائي أيضًا على التمييز بين الاعتلال العضلي والاعتلال العصبي.
في نهاية المطاف، فإن أفضل طريقة لتصوير الأنسجة الرخوة هي التصوير بالرنين المغناطيسي (MRI) ، على الرغم من كونه باهظ التكلفة ويحمل معدلًا إيجابيًا كاذبًا.